# Rakaia solitaria
Rakaia solitaria is een hooiwagen uit de familie Pettalidae.